# Liste der osttimoresischen Botschafter in Mosambik

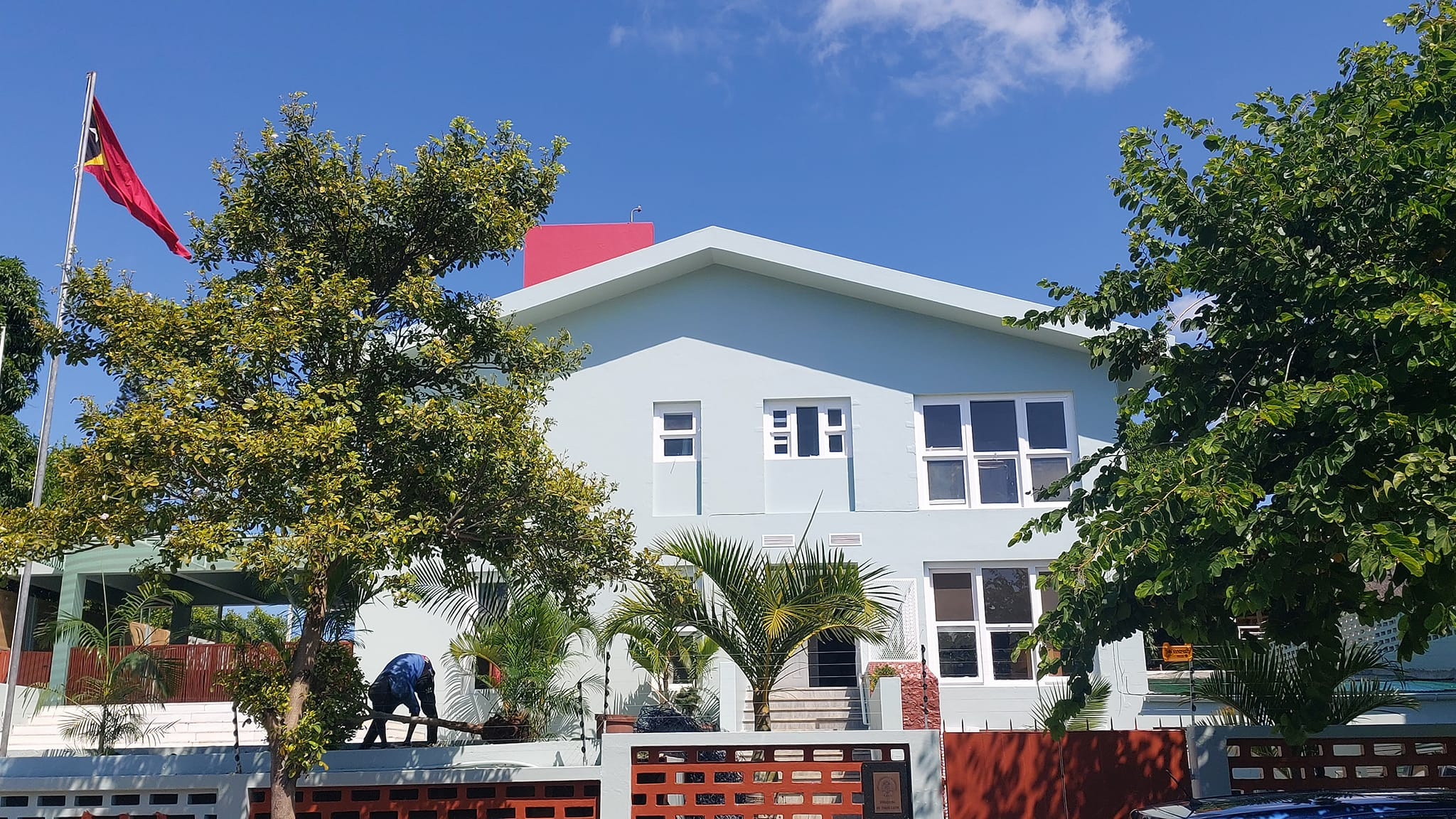
Die Botschaft Osttimors in der Av. do Arcebispado nº. 15 in Maputo

Diese Liste führt die Botschafter Osttimors in Mosambik auf. Die Botschaft befand sich 2015 in der Avenida do Zimbabwe, 1532, in der Hauptstadt Maputo, dann in der Av. Kim Il Sung Nº 819 und seit 2022 in der Av. do Arcebispado nº. 155, Sommerschield I in Maputo.

## Hintergrund

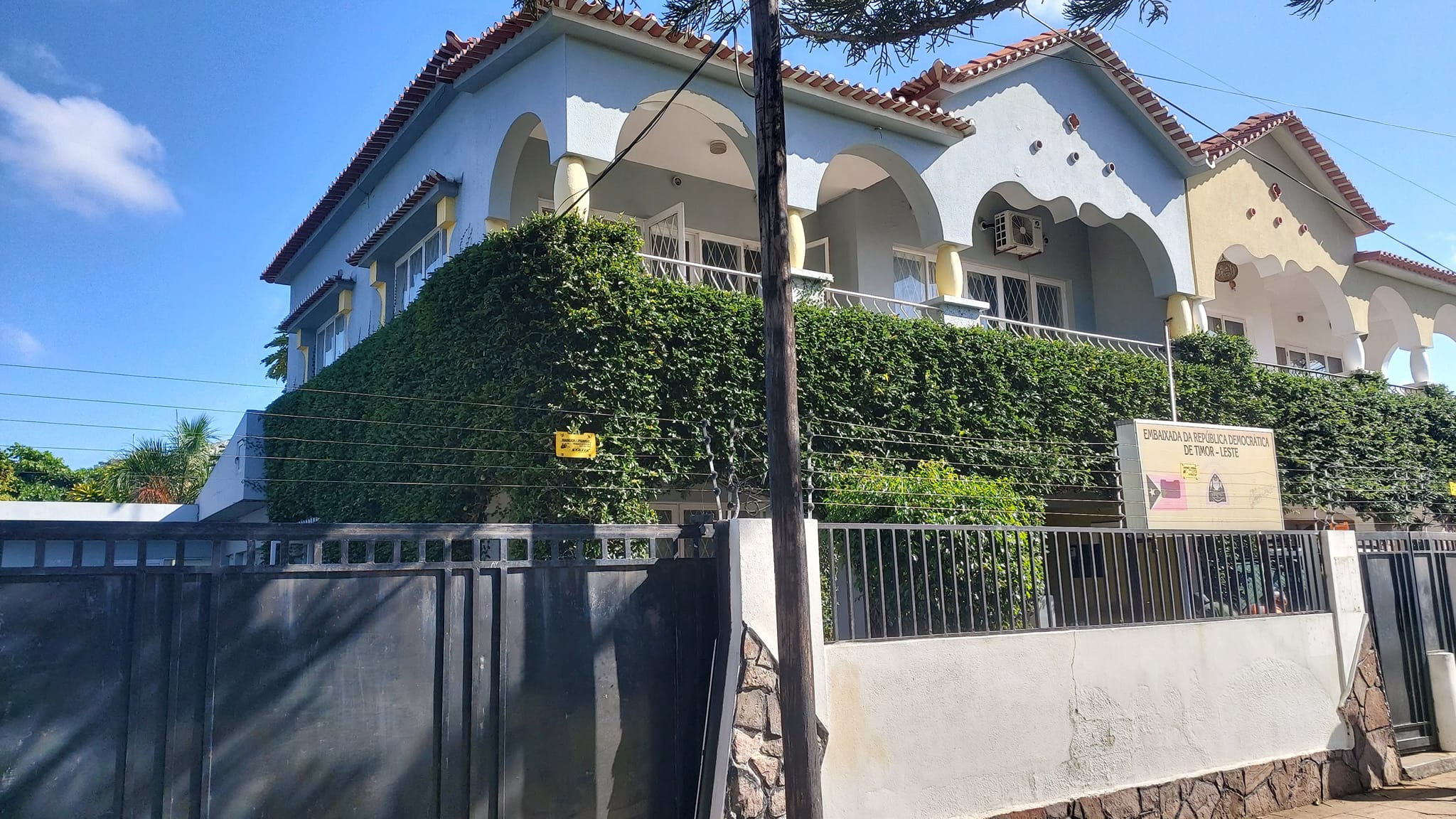
Av. Kim Il Sung No.819, Sommerschield, Maputo: Bis 2022 Sitz der Botschaft

Mosambik war das erste Land Afrikas, in dem der neue Staat Osttimor eine offizielle Botschaft einrichtete. Sie wurde am 13. April 2004 durch Osttimors Außenminister José Ramos-Horta eröffnet. Marina Ribeiro Alkatiri, die Ehefrau von Marí Alkatiri, der zu diesem Zeitpunkt Premierminister war, wurde zunächst stellvertretend Botschafterin Osttimors. Die Geschäfte der Botschaft wurden zu Beginn vom Privathaus der Alkatiris aus geführt. Am 24. Juni 2009 wurde Marina Alkatiri offizielle Botschafterin ihres Landes. Sie blieb bis zum 15. Mai 2014. Am 29. Mai folgte ihr Caetano Guterres.
2022 war die Botschaft in Maputo die einzige osttimoresische Botschaft auf dem afrikanischen Kontinent, die geöffnet war. Die Botschaften in Angola und Südafrika sind derzeit geschlossen.
| Name                     | Amtszeit             | Anmerkungen |
| ------------------------ | -------------------- | --- |
| Roque Rodrigues          | 1975 – Februar 1979  | Offizieller Vertreter der FRETILIN in Mosambik.                                                                                |
| José Luís Guterres       | vor 2002             | Offizieller Vertreter des CNRT in Mosambik.                                                                                    |
| Marina Ribeiro Alkatiri  | offiziell: 2009–2014 | interim seit 2004; Offizielle Ernennung: 14. April 2009. Akkreditierung:24. Juni 2009. Gleichzeitig Botschafterin in Südafrika |
| Caetano Guterres         | 2014 – 2018 (?)      | Akkreditierung: 9. Mai 2014 |
| Francisco Miranda Branco | seit 2021            | Vereidigung: 8. Oktober 2021                                                                                                   |